# Oxyprora acuminata
Oxyprora acuminata är en insektsart som först beskrevs av Carl von Linné 1758.  Oxyprora acuminata ingår i släktet Oxyprora och familjen vårtbitare. Inga underarter finns listade i Catalogue of Life.